# Грейс Келли (фильм, 1983)
«Грейс Келли» или «История Грейс Келли» (англ. Grace Kelly) — американский телевизионный биографический фильм 1983 года, в главной роли Шерил Лэдд. Фильм вышел в эфир на канале ABC 21 февраля 1983 года.
Продюсеры утверждали, что принцесса Грейс в течение нескольких недель помогала с подготовкой фильма, прежде чем ее неожиданная смерть наступила в 1982 году.

## В ролях
- Шерил Лэдд — Грейс Келли
- Кристина Эпплгейт — юная Грейс
- Ллойд Бриджес — Джон Брендан Келли
- Дайан Ладд — Маргарет Келли
- Алехандро Рей —Олег Кассини
- Иэн Макшейн — Ренье III
- Марта Дюбуа —Рита Гэм

## Оценка критиков
Газета The New York Times писала, что Шерил Лэдд очень похожа на Грейс Келли, однако сожалела о чувстве величавого благоговения и удушающей благопристойности в фильме. Сайт Allmovie писал, что фильм смягчает темные аспекты темы, он снят со вкусом, в отличие от большинство других телевизионных биографий того периода, даже когда речь идет о безвременной смерти принцессы Грейс.
Radio Times писал:
Есть много того, что этот телевизионный фильм замалчивает, особенно в отношении личной жизни Грейс, но режиссер Энтони Пейдж успешно передает давление, оказываемое на Келли ее привилегированным происхождением и ее международной известностью.